# Synidotea calcarea
Synidotea calcarea är en kräftdjursart som beskrevs av Schultz 1966. Synidotea calcarea ingår i släktet Synidotea och familjen tånglöss. Inga underarter finns listade i Catalogue of Life.